# Javier Iriarte
Pour les articles homonymes, voir Iriarte.
Iriarte  Garro est un nom espagnol. Le premier nom de famille, en général paternel, est Iriarte ; le second, en général maternel, souvent omis, est Garro.
Francisco Javier Iriarte Garro (né le 11 novembre 1986 à Zizur Mayor) est un coureur cycliste espagnol, professionnel de 2008 à 2012.

## Biographie
Après trois saisons amateurs chez Seguros Bilbao, il devient professionnel en 2008, dans l'équipe Burgos Monumental. Puis il retourne en amateur chez Lizarte lors des saisons 2009 et 2010. 
En 2011, tout comme son coéquipier Enrique Sanz il signe dans l'équipe Movistar. Son meilleur résultat de la saison est une 4e place sur la 1re étape du Tour méditerranéen.
En octobre 2012, il annonce la fin de sa carrière à cause de douleurs musculaires récurrentes à la jambe gauche.

## Palmarès sur route
- 2005
  - Oñati Saria
  - 2e de l'Ereñoko Udala Sari Nagusia
- 2006
  - Circuito de Pascuas
  - Pentekostes Saria
  - Antzuola Saria
  - 3e du Circuito Sollube
- 2007
  - 2e du Trophée Guerrita
  - 3e du Trofeo Suministros Monjardin
- 2009
  - Champion de Navarre sur route
  - Champion de Navarre du contre-la-montre
  - 4e étape du Tour de Salamanque
  - 2e de Bayonne-Pampelune
  - 3e de l'Aiztondo Klasica
  - 3e du championnat du Pays basque du contre-la-montre
- 2010
  - Champion de Navarre sur route
  - Dorletako Ama Saria
  - 2e de Pampelune-Bayonne
  - 2e du Mémorial José María Anza
  - 2e du Gran Premio San Lorenzo
  - 2e du championnat de Navarre du contre-la-montre
  - 2e du Torneo Euskaldun
  - 3e du San Juan Sari Nagusia
  - 3e du championnat du Pays basque du contre-la-montre

## Palmarès sur piste

### Championnats d'Espagne
- 2007
  - 3e de la poursuite espoirs